# Jack dai mille volti
Jack dai mille volti (titolo originale Jack the Bodiless) è un romanzo di fantascienza scritto da Julian May e pubblicato nel 1991, primo volume della Trilogia del Milieu Galattico. Segue il romanzo L'intervento (1987), che costituisce una premessa alla trilogia, e precede La maschera di diamante (1994).
Il romanzo copre un ridotto periodo di anni, dal 2051, vigilia dell'ammissione dell'Organizzazione Umana nel Milieu Galattico, al 2054, "disincarnazione" di Jack il Senzacorpo, con una digressione nel 2040 e una cornice narrativa ambientata nel 2113.

## Trama
Il romanzo si apre con la dedica Aux les bons copains... enfin! e le seguenti citazioni:
(Salmo 139)
(Ludwig von Bertalanffy, Una Visione Sistemica dell'Uomo)
(Proverbio spagnolo)
Nel 2113, il 168enne Rogatien "Rogi" Remillard viene sollecitato dal suo "Fantasma di Famiglia" (uno dei misteriosi alieni Lylmik e, nel contempo, un suo diretto parente) a riprendere la scrittura delle proprie memorie familiari, arrivate nel primo volume fino al 2013 e all'evento cruciale del Grande Intervento.
Prima di concentrarsi sul periodo 2051-2054, Rogi fa un'indispensabile digressione su un evento cruciale avvenuto nel 2040, dalle tragiche conseguenze nei decenni successivi: Victor, "pecora nera" della famiglia Remillard, costretto fin dal 2013 in uno stato particolare di coma, cosciente ma privo delle proprie facoltà superiori e di qualsiasi contatto sensitivo con la realtà esterna, di fatto imprigionato nella propria testa, dopo 27 anni di sopravvivenza in queste terribili condizioni, mantenuto in vita dai peculiari geni dell'autoringiovanimento dei Remillard, si lascia infine morire, alla presenza di tutti i membri adulti della famiglia, il fratello Denis, sua moglie Lucille Cartier, i loro sette figli con le rispettive consorti, Rogi e anche un bambino, Marc, primogenito di Paul. Il suo trapasso non è indolore, Victor porta con sé i fratelli "latenti" Louis, Leon e Yvonne, che si sono presi cura di lui in quegli anni, e soprattutto dà vita ad un'entità, "Furia", della cui nascita il solo Rogi, escluso dal metaconcerto redazionale formato dagli altri sotto la guida di Denis, è consapevole.
Nel 2051 si sta infine per concludere il periodo di prova per la Terra, la cosiddetta Tutela ad opera della razza aliena dei Simbiari, e l'Organizzazione Umana sta per essere ammessa ufficialmente nel Milieu Galattico. 
La famiglia Remillard ha un posto di assoluto rilievo nell'Organizzazione: mentre Denis ha preferito limitarsi all'ambito accademico, il carismatico figlio ultimogenito Paul è diventato uno dei politici più importanti della Terra e insieme a tutti i suoi fratelli sembra destinato ad essere nominato Magnati del Consiglio del Milieu.
Ma alcuni eventi rischiano non solo di distruggere la reputazione della famiglia e di conseguenza la sua possibilità di rappresentare l'umanità nel Consiglio, ma addirittura di mettere in discussione la stessa ammissione dell'Organizzazione Umana nel Milieu.
Alcuni omicidi, compiuti con modalità terribili già utilizzate molti anni prima da Victor, toccano da vicino la famiglia Remillard: vengono uccisi Brett Doyle McAllister, marito di Catherine Remillard, l'unica dei fratelli decisa a non entrare nel Consiglio per continuare a dedicarsi al lavoro compiuto insieme il marito, e Margaret Strayhorn, moglie di Davy MacGregor, l'unico possibile avversario di Paul per la carica di Primo Magnate. I sospetti sul responsabile dei delitti convergono proprio sui Remillard, ma questi superano tutti gli esami eseguiti dal Magistrato e i Supervisori Lylmik intervengono per mantenere il segreto sulla vicenda, malgrado la contrarietà di Davy MacGregor, assetato di vendetta, ma decidono anche di sottoporre l'Organizzazione Umana ad un ulteriore "anno galattico" di prova, prima di un'ammissione nel Milieu a pieno diritto.
Teresa Kendall, celebre cantante d'opera, moglie di Paul, rimane incinta e, malgrado gli Statuti Riproduttivi del Milieu le impongano l'aborto, in quanto portatrice di un complesso di geni che producono degenerazioni potenzialmente letali (l'ultimo figlio, Luc, ha dovuto patire lunghi trattamenti per raggiungere la normalità fisica e mentale), decide di portare a termine la gravidanza, sfidando la pena di morte prevista per quella violazione, convinta che quel particolare figlio debba assolutamente nascere e che possa anche riavvicinarla al marito libertino, da tempo allontanatosi da lei. Il figlio Marc, chiamato in suo aiuto forse dallo stesso fratello ancora feto, già del tutto consapevole in utero e chiaramente dotato di poteri eccezionali, organizza la sua fuga, coinvolgendo anche l'unico membro della famiglia adatto, lo "Zio Rogi", confidando nel fatto che una volta avvenuto il parto l'Organizzazione Umana sarà a pieno titolo nel Milieu e la famiglia Remillard potrà sfruttare la propria influenza per ottenere la grazia. 
Teresa e Rogi trascorrono l'autunno e l'inverno nascosti in una riserva naturale della Columbia Britannica, mentre Marc sostiene la storia di copertura di una loro morte accidentale e i suoi inviolabili schermi mentali gli permettono di non rivelare la verità, malgrado i dubbi del Magistrato del Milieu incaricato di verificare l'accaduto e degli altri Remillard, a partire dal padre Paul.
Nella sessione del Consiglio del Milieu all'inizio del 2052, Paul viene nominato Primo Magnate dell'Organizzazione Umana, come previsto, mentre l'avversario Davy MacGregor viene nominato Dirigente Planetario della Terra.
Intanto, nel pieno della natura selvaggia del Grande Nord, la nascita di Jon Remillard sembra confermare le ragioni di Teresa nel difendere la gravidanza fino alle estreme conseguenze: il neonato appare fisicamente del tutto normale e mentalmente di gran lunga al di sopra della norma. Tutte le persone coinvolte nella trasgressione degli Statuti Riproduttivi vengono perdonate.
Nei primi due anni di vita, Jon dimostra di possedere una mente davvero eccezionale, potenzialmente superiore anche a quella del fratello Paul, già membro più potente della famiglia, ma purtroppo anche di essere afflitto da un complesso di geni letali che comincia a sviluppare una serie di tumori estesi in tutto il corpo. Teresa non sopporta di assistere impotente al terribile calvario del figlio, devastato dalle successive amputazioni, destinato inevitabilmente ad una morte prematura dopo una breve vita di dolore: sopraffatta dal senso di colpa, nel 2053 si suicida.
Nel 2054 Jon, che ha sempre rifiutato la scelta dell'eutanasia, convinto di poter avere la meglio sulla progressiva degenerazione del proprio corpo, proprio in reazione ad un attentato da parte di Furia riesce infine a compiere un balzo evolutivo senza precedenti, una "disincarnazione" che lo rende una pura mente autosufficiente, prematuro esempio dell'esito finale dell'evoluzione umana nell'Uomo Mentale.
Anche il fratello Marc si ritrova a dover fronteggiare un attacco alla propria vita da parte di Idra, strumento di Furia, o meglio, da parte di uno dei suoi componenti, perché Idra si rivela essere un metaconcerto di cinque persone, formato da cinque cugini Remillard nati nel 2040, Gordon, Céline, Quentin, Parnell e Madeleine, vittime della tentazione di Furia quand'erano ancora in utero. Gordon, spinto da pura gelosia personale, muore nel tentativo di uccidere Marc, e gli altri componenti di Idra, la cui identità è ora nota, si nascondono in una sperduta isola delle Ebridi, in attesa di maturare le proprie facoltà superiori e tornare in azione.
Malgrado l'Organizzazione Umana sia stata appena ammessa nel Milieu, al suo interno si va formando un movimento segreto contrario all'appartenenza dell'umanità alla confederazione galattica e soprattutto alla successiva, necessaria fusione della Mente umana nella cosiddetta Unità. Ad esso appartengono operanti di primo piano come Anna Gawrys-Sakhvadze, Owen Blanchard, Ragnar Gathen e Will MacGregor.
I Ribelli vedono il Grande Intervento come un'intromissione immorale nell'evoluzione della razza umana, una vera e propria invasione aliena. Rimproverano l'umanità di aver ceduto la propria libertà ad un dispotismo benevolo: durante la Tutela Simbiari, sono state gravemente ristrette le libertà fondamentali (intellettuale, religiosa, riproduttiva, educativa), gli operanti non hanno potuto più scegliere liberamente la propria carriera, ma hanno dovuto offrire le proprie doti superiori al bene comune, stabilito dal Milieu, e soprattutto è stato violato il diritto alla privacy mentale.
Mentre durante la Tutela Simbiari i Ribelli si sono mantenuti nell'ombra, perché le loro convinzioni potevano essere considerate tradimento e costare la vita, in seguito all'ingresso ufficiale nel Milieu possono uscire allo scoperto e fare apertamente proselitismo per quelle idee diventate ora legittime opinioni politiche.

Il romanzo si conclude anticipando così il contenuto del volume successivo: 

## Edizioni
- Julian May, Jack the Bodiless, Knopf, 1991, ISBN 0-679-40950-5.
- Julian May, Jack dai mille volti, traduzione di Annarita Guarnieri, collana Cosmo Oro n° 137, Editrice Nord, 1994,  p. 434, ISBN 88-429-0761-8. Presentazione di James Gunn tradotta da Piergiorgio Nicolazzini.